# 日本三悪人
日本三悪人（にほんさんあくにん）は、戦前まで悪人として考えられていた3人のことである。　

## 三悪人
| 氏名     | 氏名 | 出生年 | 死亡年 |
| -------- | ---- | ------ | ------ |
| 道鏡     |      | 700年? | 772年  |
| 平将門   |      | 903年? | 940年  |
| 足利尊氏 |      | 1305年 | 1358年 |

## 概略
- 道鏡は巨根説を唱えられたことや、769年の宇佐八幡宮神託事件を起こしたことなどから、称徳天皇とともに平安時代におけるスキャンダルの対象となり、明治以降は小学校用教科書で、皇国史観から天皇の座を狙った悪僧として描かれた[1][3]。
- 平将門は明治期において天皇に逆らった朝敵とされ、政府の命により神田明神などの神社の祭神から外されたり史蹟が破壊されたりした。
- 足利尊氏は江戸時代において正統な天皇（後醍醐天皇）を放逐した逆賊として否定的に描かれることとなった。